# Rob Minkoff

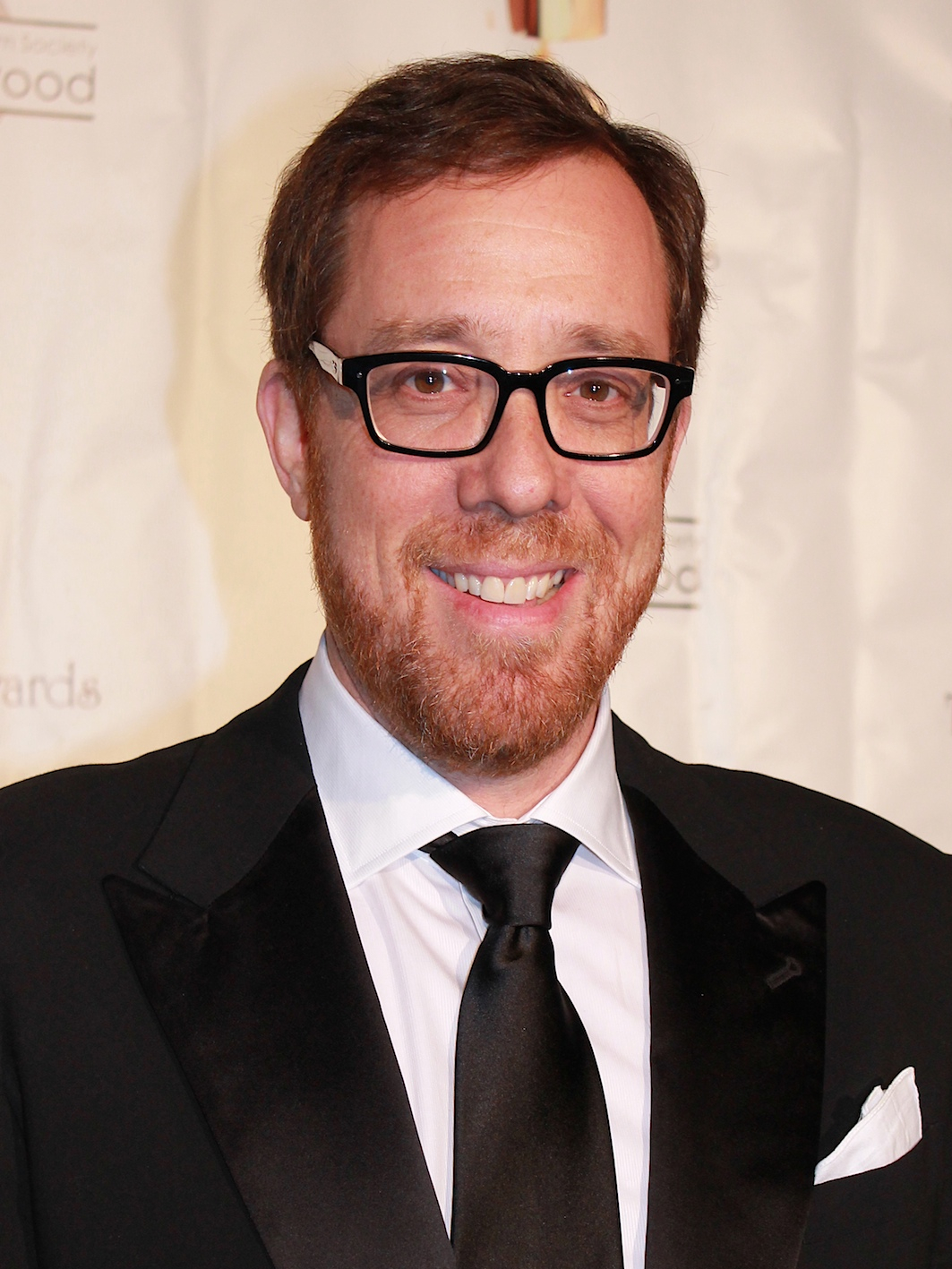
Rob Minkoff 2014 bei der Verleihung der Annie Awards

Rob Minkoff (* 11. August 1962 in Palo Alto, Kalifornien) ist ein US-amerikanischer Filmregisseur, Animator und Drehbuchautor.

## Wirken
Minkoff dreht hauptsächlich Filme für die Walt Disney Animation Studios, so waren seine ersten Kurzfilme Tummy Trouble und Roller Coaster Rabbit aus den Jahren 1989 und 1990. Vier Jahre später drehte er gemeinsam mit Roger Allers seinen bis dato erfolgreichsten Film, Der König der Löwen. Dieser erhielt zahlreiche Auszeichnungen, darunter auch zwei Oscars und drei Golden Globes. Im selben Jahr bekam er vom Los Angeles Film Critics Association Awards die Auszeichnung für die beste Animation für den Film verliehen. Im Jahr 1999 führte Minkoff Regie in Stuart Little und deren Fortsetzung Stuart Little 2. Nur ein Jahr später kam die Horrorkomödie Die Geistervilla raus. Die Hauptrolle spielt Eddie Murphy. Mit den Martial-Art-Stars Jackie Chan und Jet Li drehte er 2008 seinen ersten Abenteuerfilm The Forbidden Kingdom. Drei Jahre später (2011) kam eine weitere Komödie mit dem Namen Flypaper. In den Hauptrollen sind Patrick Dempsey und Ashley Judd zu sehen.
Privatleben
Seit dem 29. September 2007 ist Minkoff mit Crystal Kung verheiratet.

## Filmografie (Auswahl)
- 1994: Der König der Löwen (The Lion King)
- 1999: Stuart Little
- 2002: Stuart Little 2
- 2003: Die Geistervilla (The Haunted Mansion)
- 2008: The Forbidden Kingdom (功夫之王)
- 2009: Leverage (Fernsehserie, 1 Episode)
- 2011: Flypaper – Wer überfällt hier wen? (Flypaper)
- 2014: Die Abenteuer von Mr. Peabody & Sherman (Mr. Peabody & Sherman)
- 2022: Paws of Fury: The Legend of Hank (auch Produktion)